# Línia K (Metrocable de Medellín)
La Línia K del Metrocable de Medellín, també coneguda com Metrocable de Santo Domingo Savio, és una línia de telefèric utilitzada com a sistema de transport massiu de mitjana capacitat, inaugurada el 7 d'agost de 2004. Travessa la zona nord-oriental del municipi de Medellín d'orient a occident i viceversa, en una longitud total de 2.07 km. Té una capacitat màxima de 3.000 passatgers per hora i sentit, 93 telecabines, un temps de recorregut de nou minuts amb una freqüència màxima de 12 segons entre telecabines i una velocitat comercial de 18 km/h.
Compta amb quatre estacions, dues d'elles amb integració a altres línies i totes elevades. Serveix directament la comuna de Castella amb una estació, la de Santa Cruz amb una altra i la de Popular amb dues.
La línia s'eleva 399 metres, tot salvant un pendent mitjà del 20% i màxim del 49%. La infraestructura s'aguanta en 20 pilons amb una alçada mínima de 10,5 metres i una de màxima de 33,6 metres.